# Раевский, Николай Николаевич (1801)
Никола́й Никола́евич Рае́вский (1801—1843) — русский генерал-лейтенант из рода Раевских, командир Черноморской береговой линии, основатель ряда северокавказских крепостей, один из основателей Новороссийска (1838).

## Биография
Родился в Москве в 1801 году. Был третьим ребёнком в семье и младшим сыном генерала Н. Н. Раевского и его жены, Софьи Алексеевны, урождённой Константиновой. Получил хорошее домашнее воспитание. 
10 июня 1811 года был зачислен подпрапорщиком в Орловский пехотный полк. Во время войны 1812 года находился при войсках своего отца под Смоленском, при Дорогобуже, в Бородинской битве, под Тарутиным. Затем во множестве действий при отступлении Наполеона из России: у Вязьмы, при Царёвом Займище, при сражении под Красным, далее в Войне Шестой коалиции (в том числе под Лейпцигом) вплоть до взятия Парижа. За отличие в сражении под Парижем награждён орденом Святого Владимира 4-й степени.
Легенда о том, что генерал Раевский увлёк своих сыновей (шестнадцатилетнего Александра и одиннадцатилетнего Николая) в одну из атак во время важного сражения, когда русские войска, воодушевлённые их примером, удержали корпус маршала Даву, стала темой произведений Жуковского, Пушкина и других писателей. Эта легенда Отечественной войны запечатлена во множестве картин и описана в различных исторических сочинениях. Тем не менее, сам генерал отрицал этот случай.
21 декабря 1812 года был произведён за дело при Салтановке в подпоручики с переводом в 5-й егерский полк. 
18 мая 1814 года Николай Раевский-младший был переведён в лейб-гвардии Гусарский полк с назначением адъютантом к генерал-адъютанту И. В. Васильчикову.
Проживая в Царском Селе, Раевский познакомился и сдружился с лицеистом Пушкиным. Их отношения навсегда остались очень близкими, хотя приятели после совместного путешествия в 1820 году на Кавказ и в Крым виделись редко (в 1829 году во время турецкой войны, в 1832 году в Москве и в 1834 году в Петербурге).
24 апреля 1819 года Раевский получил чин ротмистра, а 23 октября 1821 года определён адъютантом к начальнику Главного Штаба барону И. И. Дибичу. 12 декабря 1823 года Раевский был произведён в полковники с переводом в Сумской гусарский полк, но уже 1 января 1824 года перешёл в Курляндский драгунский, а 14 июня 1825 года — в Харьковский драгунский полк. Близкие, даже родственные отношения со многими декабристами (его зятья — М. Ф. Орлов и князь С. Г. Волконский, дядя В. Л. Давыдов и др.) повели за собой арест его по подозрению в участии в их замыслах (содержался под стражей с 4 по 17 января 1826 года), но допрос в Петербурге, куда он был привезён вместе со своим братом Александром, выяснил его невиновность. Он был освобождён с оправдательным аттестатом, причём Николай I лично принёс ему свои извинения.
С назначением 16 сентября 1826 года командиром Нижегородского драгунского полка (которым в 1792—1797 годах командовал его отец) началась боевая служба Раевского. Едва успев стать во главе полка, он принял участие — сперва под начальством Ермолова в усмирении Нухинской и Ширванской провинций, а затем, по прибытии на Кавказ Паскевича — во всех значительных сражениях Персидской кампании, при Нахичевани. 2 октября 1827 года он получил орден Святого Георгия 4-й степени (№ 4037 по списку Григоровича — Степанова)
За отличие в сражении с персами под командованием Аббас-Мирзы 5-го июля 1827 года при Джеван-Булахе, где полк под его командованием взял два неприятельских знамени.
Затем он участвовал в делах Аббас-Абаде, Сардар-Аббаде, при взятии Эривана и в других, более мелких сражениях. За участие в Персидской войне Раевский получил ещё орден Святой Анны 2-й степени, а его полк — георгиевские штандарты.
Во время войны с Турцией, находясь с полком под личным начальством Паскевича, Раевский принимал участие во взятии Карса (за что получил алмазные знаки к ордену св. Анны 2-й степени), Ахалкалак (за что награждён орденом Святого Владимира 3-й степени) и Ахалциха (за что 1 января 1829 года получил чин генерал-майора). 4 марта 1829 года он получил Высочайшее благоволение за особенное усердие и деятельность при исполнении возложенного на него поручения провести переговоры с лезгинами, жившими на границе Кахетии, и склонить их к прекращению грабежей и возвращению захваченного.

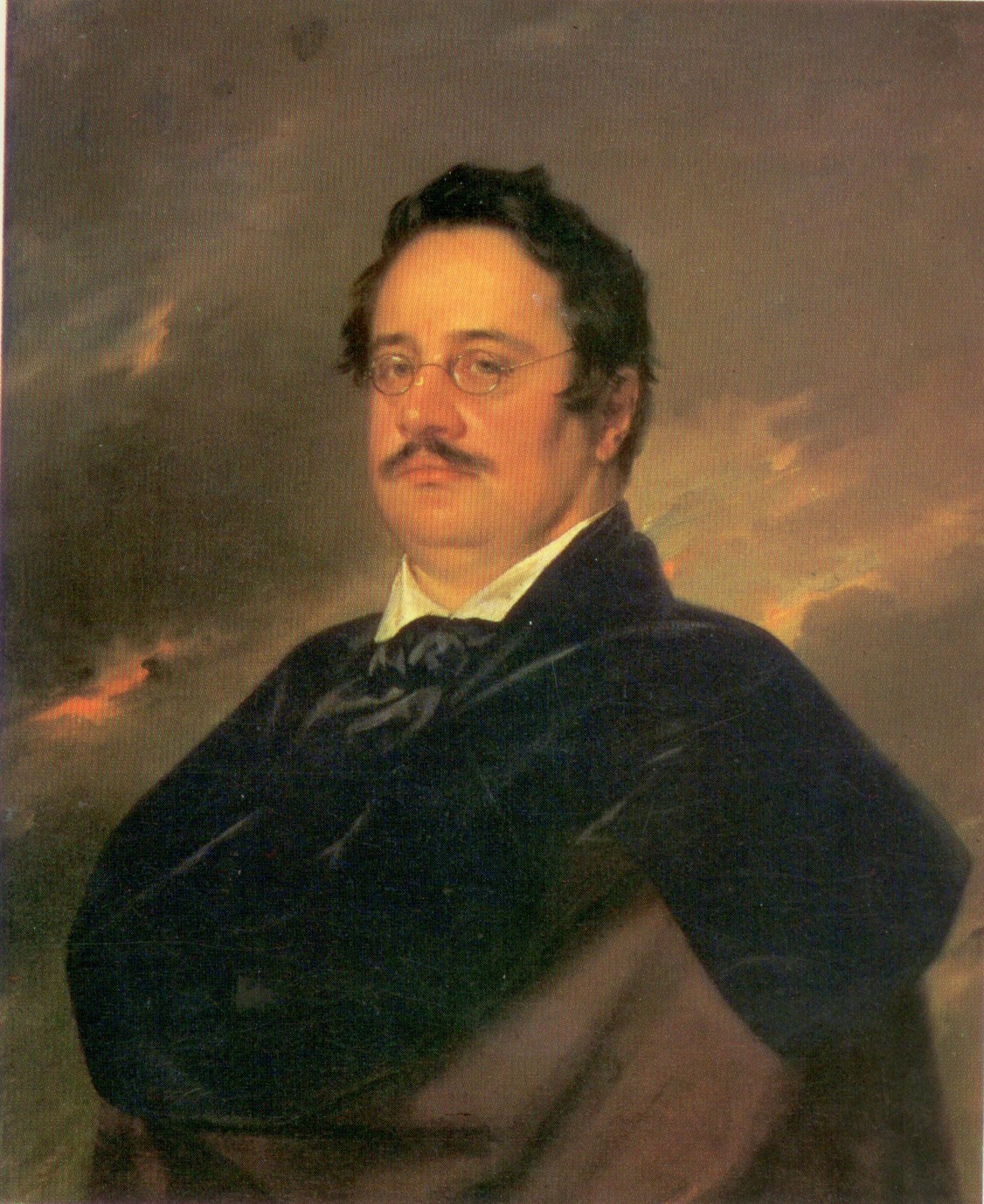
Н. Н. Раевский. Художник В. А. Тропинин, 1842 г.

Успехи Раевского пробудили к нему неприязнь у Паскевича, находившегося на пике своей славы и влияния на императора. Паскевич обвинил Раевского перед императором Николаем I в связях с сосланными на Кавказ декабристами и добился его отстранения от должности. В то же время у Раевского умер отец. Назначенный 14 декабря 1829 года состоять при начальнике 5-й Уланской дивизии ещё около двух лет Раевский пробыл на Кавказе, передавая Нижегородский полк своему преемнику и испытывая ряд неприятностей в сношениях своих с Паскевичем. 29 мая 1831 года Раевский был назначен «состоять по кавалерии», вскоре приехал в Петербург добиваться восстановления своих прав, утерянных из-за конфликта с Паскевичем. 24 декабря был назначен состоять при начальнике 4-й гусарской дивизии, а затем (2 июня 1833) командиром 2-й бригады 2-й Конно-Егерской дивизии. Раевский жил то в Москве, то в своих имениях в Киевской губернии, то в Петербурге, то, наконец, в Крыму в своём поместье Тессели после того как 14 марта 1833 года был снова «отчислен по кавалерии».
Только в 1837 году, с назначением 21 сентября начальником 1-го Отделения Черноморской прибрежной линии, Раевский снова получил возможность найти применение своим знаниям и энергии. Быстро ознакомившись с новым для него краем, на который тогда было обращено особенное внимание императора Николая, стремившегося окончить замирение Кавказа, — Раевский в самом непродолжительном времени проявил свои блестящие способности военачальника, администратора и дипломата. Успешные десантные высадки его отрядов у Туапсе (1838), Субаши, Псекупсе (1839) и других пунктов Черноморского побережья, возведение целого ряда укреплений (форта Раевского, названного так по Высочайшему повелению в 1839 г.),  дипломатические сношения с горцами и стремление замирить их посредством установления торговых сношений и развития цивилизации, забота о солдатах, о боевых и других запасах для пехоты и флота, — вся эта сложная работа кипела в руках Раевского; к сожалению, он встречал постоянные препятствия при исполнении своих широких и смелых планов в лице графа П. X. Граббе, князя А. И. Чернышёва и других лиц, с которыми молодому генералу никак не удавалось найти общий язык.

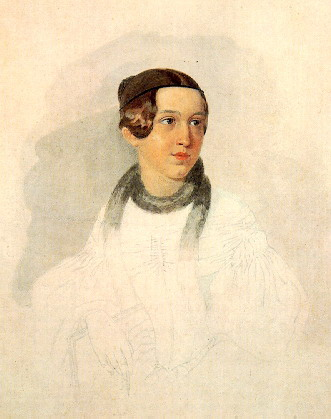
Анна Михайловна Раевская, портрет работы Е. П. Житнева, 1836 г.

Император Николай, вскоре и лично убедившийся в знаниях и способностях Раевского и наградивший его 9 августа 1838 года за отличие в делах против горцев чином генерал-лейтенанта, 28 августа того же года орденом Белого Орла при рескрипте, а 12 апреля 1839 года назначивший его Начальником всей Черноморской береговой линии, — в скором времени поддался влиянию врагов Раевского, который, чувствуя невозможность успешно работать при враждебном отношении к нему петербургских властей, устранился от дел: отчислился по кавалерии (6 февраля 1841 года), а затем (26 ноября  1841 года) окончательно вышел в отставку.
Женившись 22 января 1839 года на фрейлине Анне Михайловне Бороздиной (1819—1883), дочери генерала Михаила Бороздина, он занялся сельским хозяйством в своих обширных имениях, с особенной любовью предаваясь трудам по садоводству; этим вопросом он занимался с молодых лет, культивируя различные растения в Крыму, в поместье своём и жены; он состоял членом нескольких специальных обществ и находился в постоянных письменных и личных сношениях с известными садоводами X. X. Стевеном, Ф. Б. Фишером, Ф. Фальдерманом, Н. Гартвисом и другими. 
Захворав по дороге в Москву, в своём имении Красненьком Воронежской губернии он скончался 24 июля 1843 г. от рожистого воспаления, там он и погребён.
Лица, знавшие Н. Н. Раевского, оставили о нём самые благоприятные отзывы. Пушкин сошёлся с ним, как сказано было выше, ещё будучи лицеистом, и очень ценил его литературный вкус и образование; в 1838 году брат поэта — Лев, состоял адъютантом при Раевском, а в Персидскую и Турецкую войны 1827—1829 гг. служил в Нижегородском полку под его начальством. Граф М. С. Воронцов был в очень дружеских отношениях с Раевским и вёл с ним деятельную переписку, равно как адмирал М. П. Лазарев и многие другие деятели на военном поприще в 1826—1841 годах.
Тепло отзывается о Раевском Г. И. Филипсон, служивший при нём с 1838 года и оставивший подробные воспоминания о деятельности Раевского в должности начальника 1-го Отделения Черноморской прибрежной линии. По его словам,

Н. Н. Раевский был высокого роста, смугл, крепко сложен и вообще массивен; черты лица его были выразительны; он очень хорошо владел французским языком, знал литературу, много читал; способности ума его были более блестящи, чем глубоки. У него было много остроумия и особливо доброй и простодушной весёлости. В его обращении всегда видно было что-то искреннее и молодое; он говорил и писал очень хорошо… Физически он был крайне ленив, но ум его всегда был в работе. В обществе его невозможно было не заметить… В служебных делах и отношениях он не напускал на себя важности и всё делал как бы шутя.

## Награды
- Орден Святого Владимира 4-й степени (1814)
- Орден Святого Георгия 4-й степени (02.10.1827)
- Орден Святой Анны 2-й степени (25.01.1828)
- Алмазные знаки к ордену Святой Анны 2-й степени (16.11.1828)
- Орден Святого Владимира 3-й степени (1829)
- Орден Белого Орла (1838)

## Семья

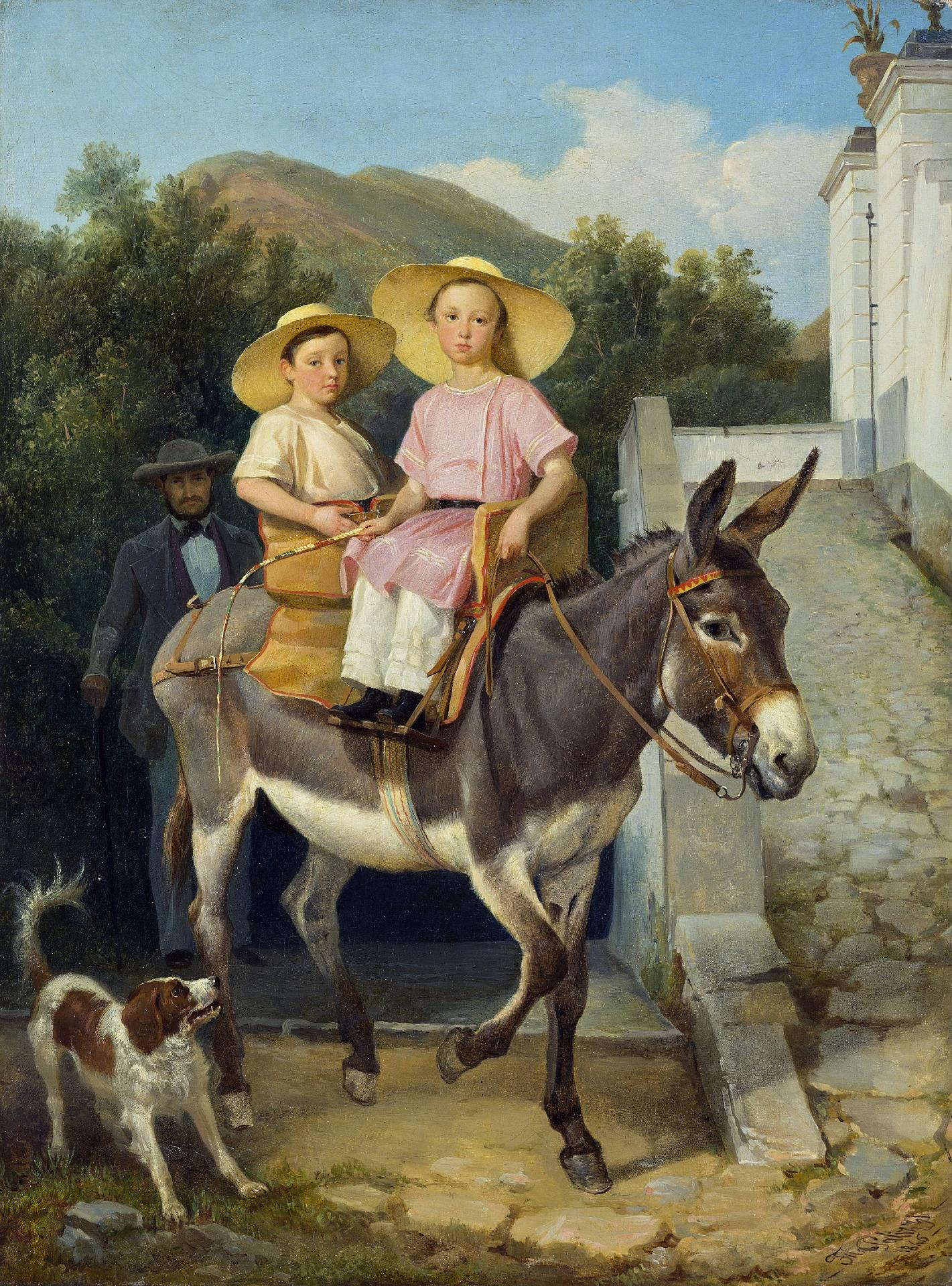
Михаил и Николай Раевские

Отец — Николай Николаевич Раевский (1771—1829), генерал, герой Отечественной войны 1812 года.
По отцовской линии был
- двоюродным племянником известного партизана и поэта Дениса Васильевича Давыдова (1784—1839)
- состоял в родстве с Елизаветой Ксаверьевной Воронцовой (1792—1880), супругой генерал-губернатора Новороссийского края

Мать — Софья Алексеевна Константинова (1769—1844)
По материнской линии был родным правнуком Михаила Васильевича Ломоносова
Братья и сёстры
- Александр Николаевич Раевский (1795—1868) — камергер
- Екатерина Николаевна (1797—1885), замужем за генерал-майором Михаилом Фёдоровичем Орловым
- Елена Николаевна (1804—1852)
- Мария Николаевна (1805—1863), замужем за декабристом Сергеем Григорьевичем Волконским
- Софья Николаевна (1806—1881)

22 января 1839 г. женился на фрейлине императрицы Александры Фёдоровны Анне Михайловне Бороздиной (1819—1883), дочери генерала Михаила Михайловича Бороздина.
Сыновья
- Николай Николаевич (1839—1876) — полковник, участник Среднеазиатских походов и сербско-турецкой войны
- Михаил Николаевич (1841—1893) — генерал-майор, директор департамента земледелия, президент Императорского общества садоводства

## Память
- В Новороссийске сооружён памятник основателям города М. П. Лазареву, Н. Н. Раевскому и Л. М. Серебрякову.
- Так же памятник в 1999 году установлен на центральной площади станицы Раевской.
- Памятный камень на месте предполагаемого захоронения (сгоревшая в XX веке деревянная церковь) в селе Красное (Новохопёрский район), Воронежская область, открыт в 1997 году.

В честь Раевского названы:
- станица Раевская под Новороссийском;
- улица в городе Новороссийске .